# Pähl
Pähl är en kommun och ort i Landkreis Weilheim-Schongau i Regierungsbezirk Oberbayern i förbundslandet Bayern i Tyskland.
Thomas Müller kommer från Pähl. 